# منظمة افتراضية
المنظمات الافتراضية (باللاتينية: virtual organizations)
إن فكرة المؤسسات الافتراضية هي الفصل بين القيام بالعمل والموقع الجغرافي ,
للمؤسسة. هناك ازدياد في عدد المؤسسات الافتراضية التي لايتعلق العمل المطلوب انجازه فيها بالموقع الجغرافي , شجعت تكنولوجيا المعلومات القوى العاملة في المنظات , على العمل بأسلوب فرق العمل , التي تجمع وجها لوجه أو الكترونيا لفترات قصيرة ومعدودة
وبأوقات محددة, لإنجاز مهمة محددة من الانتقال إلى بعد إنهاء هذه المهمة إلى مجموعة أخرى للعمل على مهمة أخرى
- تستعمل هذه المؤسسات الشبكات لربط الأفراد بالممتلكات والأفكار . يمكنها أن تتحالف مع المزودين والعملاء وحتى المنافسين لإنشاء وتوزيع منتجات وخدمات جديدة من دون أن تكون محدودة بالحدود التقليديه للمنظمة أو بالمواقع الجغرافيه .
من جانب آخر يمكن توضيح المنظمة الرقمية الافتراضية من خلال النقاط التالية:
1- هي عبارة عن نوع مختلف تماما في تنظيم العلاقات مابين كل من العاملين والمديرين والزبائن.
2- توجهها تنظيمي يركز كثيرا على الزبون.
3- عبارة عن شبكة لشركات مستقلة ومرتبطة بتكنولوجيا المعلومات لكي تشارك بالمهارات والنفقات والوصول إلى أسواق بعضها البعض.
4- هي عبارة عن منظمات مرتبطة بشبكة للأعمال والتجارة الالكترونية يعملون بطريقة متزامنة باستخدام تكنولوجيا المعلومات والاتصالاتبغرض الحصول على الميزة التنافسية.